# Вестерторп (станция метро)
Станция Вестерторп (швед. Västertorp) станция расположена на красной линии Стокгольмского метрополитена между станциями Хегерстенсосен и Фруенген. Облуживается маршрутом T14.

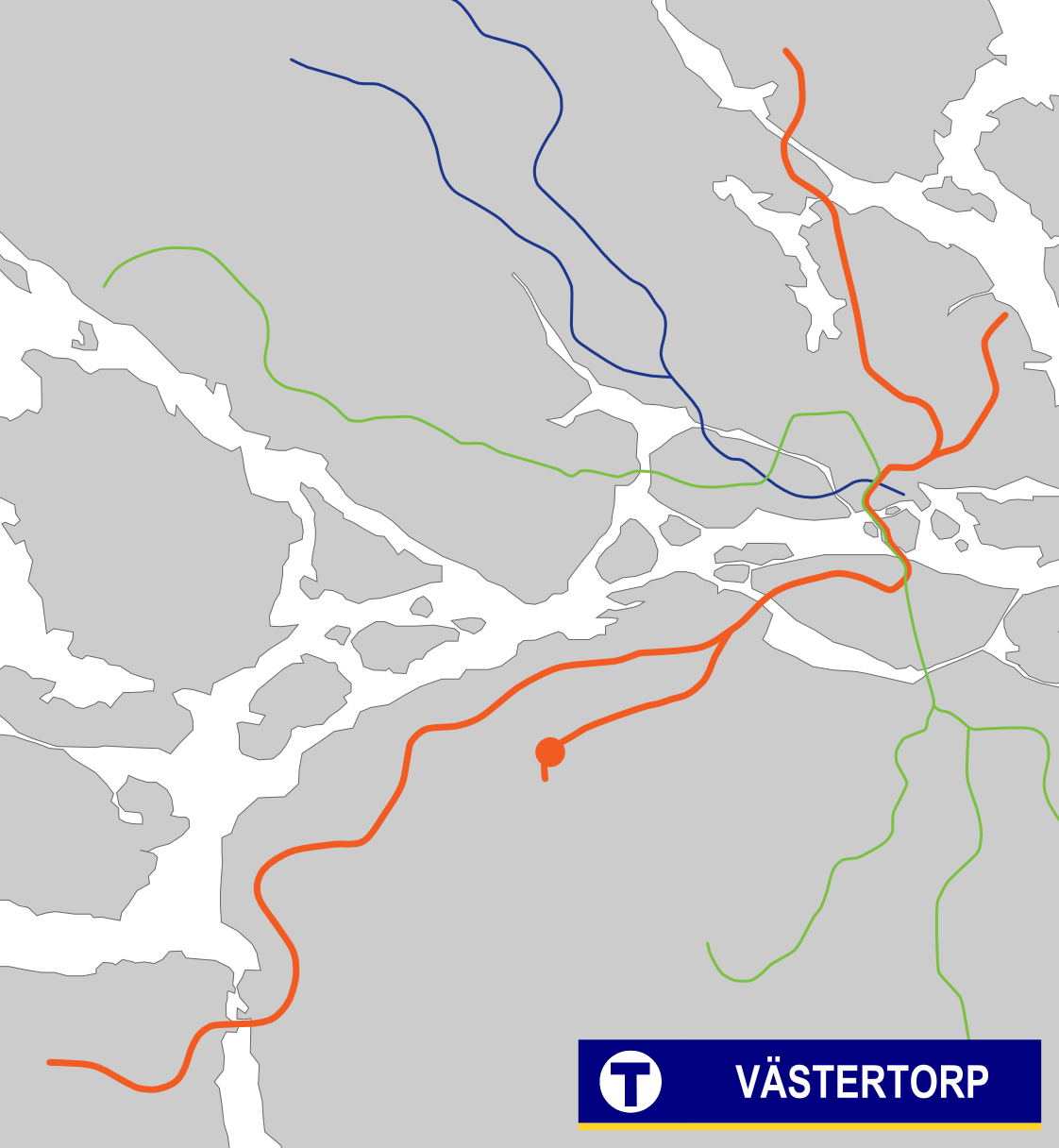
Расположение